# Lyon-Montluçon-Lyon
Lyon-Montluçon-Lyon est une ancienne course cycliste française, organisée de 1952 à 1956 entre les villes de Lyon dans le Rhône et Montluçon dans l'Allier.
En 1952 cette épreuve se déroule uniquement dans le sens Montluçon-Lyon, en 1953 et 1954 dans le sens Lyon-Montluçon puis en 1955 et 1956 dans un aller-retour à étapes.

## Palmarès
| Année | Vainqueur         | Deuxième        | Troisième          |
| ----- | ----------------- | --------------- | ------------------ |
| 1952  | Joseph Chevallier | Carlo Conficoni | François Gaudillot |
| 1953  | Elie Fendenheim   | Carlo Conficoni | Claude Colette     |
| 1954  | Philippe Agut     | Jean Bidet      | Joseph Amigo       |
| 1955  | Claude Colette    | Siro Bianchi    | Adolphe Ferrigno   |
| 1956  | Carlo Conficoni   | Claude Colette  | Mario Bertolo      |